# Domnall Ua Conchobair
Domnall mac Ruaidrí Ua Conchobair (1102-1106) fue Rey de Connacht.
Domnall era el segundo hijo de Ruaidrí na Saide Buide en asumir el reino. Depuso a Domnall mac Tigernáin Ua Ruairc, con ayuda de Muirchertach Ua Briain, que era cuñado de su padre  Ruaidrí. Domnall fue el último Ua Ruairc de Breifne en ser rey de Connacht.
Ua Briain, en 1106, Domnall fue depuesto por su hermano más joven, Toirdelbach Ua Conchobair, que era sobrino de Muirchertach. El destino exacto de Domnall es desconocido. Toirdelbach eliminaría a todos lo descendientes de sus tíos y hermanos, de las genealogías de Connacht, de modo que solo sus descendientes Ua Conchobair pudieran acceder al título.
| Precedido por Domnall Ua Ruairc | Reyes de Connacht 1102-1106 | Sucedido por Toirdelbach Ua Conchobair |